# 拉氏淵龍鰧
拉氏淵龍鰧，為輻鰭魚綱鱸形目南極魚亞目淵龍鰧科的其中一種，分布於南冰洋的奧克尼群島南方與雪特蘭群島南方海域，屬底棲性魚類，棲息深度在水深219至610公尺，體長可達24公分，繁殖期在秋季及初冬，屬肉食性，以甲殼類、片腳類等為食。